# محمد رابيو
محمد رابيو الحسن (بالإنجليزية: Mohammed Rabiu)‏ (مواليد 31 ديسمبر 1989) هو لاعب كرة قدم غاني يلعب حاليًا لصالح نادي كوبان كراسنودار الروسي.

## المباريات الدولية
| منتخب غانا          | منتخب غانا | منتخب غانا | منتخب غانا |
| السنة               | الظهور     | الأهداف    |            |
| ------------------- | ---------- | ---------- | ---------- |
| 2011                | 1          | 0          |            |
| 2012                | 1          | 0          |            |
| 2013                | 6          | 0          |            |
| المجموع             | 8          | 0          |            |
| تحديث 2 فبراير 2013 |            |            |            |

## الألقاب

### النادي
إفيان
- الدوري الفرنسي الدرجة الثانية
  - البطل: 2010–11

### المنتخب
غانا تحت 20
- كأس العالم لكرة القدم تحت 20 سنة
  - البطل: 2009

## روابط خارجية
- محمد رابيو على موقع الاتحاد الدولي (مؤرشف)  (الإنجليزية)
- محمد رابيو على موقع رابطة كرة القدم الفرنسية للمحترفين (الإنجليزية)
- محمد رابيو على موقع قاعدة بيانات كرة القدم.إي يو (الإنجليزية)
- محمد رابيو على موقع ناشيونال فوتبول تيمز (الإنجليزية)
- محمد رابيو على موقع Soccerbase.com (لاعب) (الإنجليزية)
- محمد رابيو على موقع Soccerway.com (الإنجليزية)
- محمد رابيو على موقع عالم كرة القدم.نت (الإنجليزية)
- محمد رابيو على موقع AS.com (الإسبانية)
- صفحة اللاعب على سوكرواي